# Emese
Emese (ungarisch anyácska, deutsch Mütterchen; ungarisch szoptató deutsch stillende Frau, Amme) ist ein weiblicher Vorname alt-ungarischen Ursprungs.

## Namenstag
Namenstag ist:
- 23. Januar
- 5. Juli[2]

## Namensträgerinnen (Auswahl)
- Emese (Traum der Emese), Mutter von Fürst Álmos
- Emese Hunyady, ungarisch-österreichische Eisschnellläuferin
- Emese Sáfrány, ungarische Pornodarstellerin, siehe Aleska Diamond
- Emese Szász-Kovács, ungarische Degenfechterin